# Stenocranus angustus
Stenocranus angustus är en insektsart som beskrevs av Crawford 1914. Stenocranus angustus ingår i släktet Stenocranus och familjen sporrstritar. Inga underarter finns listade i Catalogue of Life.